# Museo dell'arte popolare tirolese
Il Museo dell'arte popolare tirolese (Tiroler Volkskunstmuseum in tedesco) è un museo di Innsbruck dedicato al patrimonio storico e culturale tirolese.
Allestito in un grande attico, il Museo dell'arte popolare tirolese viene considerato uno dei più belli e importanti del suo genere in Europa. Esso conserva svariati manufatti artigianali fra cui costumi tradizionali del Tirolo, maschere festive, presepi e oggetti religiosi. Esso presenta al suo interno anche delle ricostruzioni di ambienti tipici del Tirolo fra cui una stube, masi antichi e camere medievali.